# Grand Prix moto de vitesse du Mans

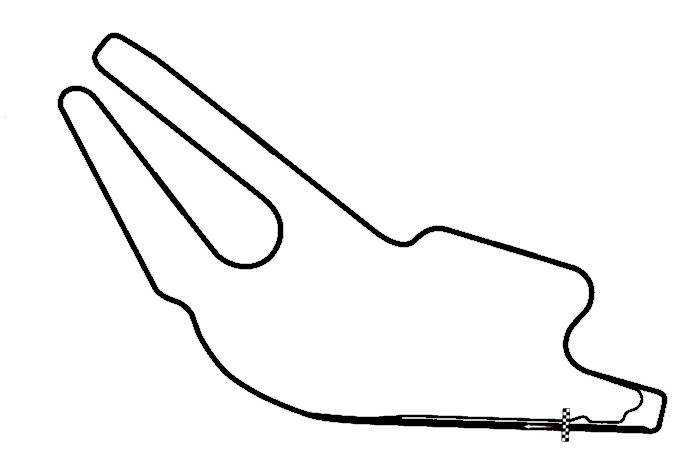
Le circuit Bugatti au Mans en 1991.

Le Grand Prix moto vitesse du Mans a été une épreuve unique de vitesse moto faisant partie du championnat du monde de vitesse moto 1991, couru cette année-là en remplacement du Grand Prix moto du Brésil.

## Vainqueurs
| Saison | Circuit | 250 cm3              | 500 cm3                 | Résultats |
| ------ | ------- | -------------------- | ----------------------- | --------- |
| 1991   | Le Mans | Helmut Bradl (Honda) | Kevin Schwantz (Suzuki) | Résultats |